# Скотланд (Тексас)
Скотланд (енгл. Scotland) град је у америчкој савезној држави Тексас. По попису становништва из 2010. у њему је живело 501 становника.

## Демографија
Према попису становништва из 2010. у граду је живело 501 становника, што је 63 (14,4%) становника више него 2000. године.
| Група             | 2000.       | 2010.       |
| Белци             | 398 (90,9%) | 366 (73,1%) |
| Афроамериканци    | 0 (0,0%)    | 0 (0,0%)    |
| Азијати           | 0 (0,0%)    | 0 (0,0%)    |
| Хиспаноамериканци | 38 (8,7%)   | 130 (25,9%) |
| Укупно            | 438         | 501         |